# Coup de tête (film, 1979)
Ne doit pas être confondu avec Coup de tête (film, 1944).
Pour les articles homonymes, voir Coup de tête (homonymie).
Pour plus de détails, voir Fiche technique et Distribution.
Coup de tête est une comédie dramatique française réalisée par Jean-Jacques Annaud, sortie en 1979. Le scénario de Francis Veber met en avant son personnage fétiche, François Perrin, incarné par Patrick Dewaere, sur un ton satirique.
Perrin, ayant perdu sa place dans l'équipe de football de la ville, perd également son emploi et son logement. Accusé d'un crime qu'il n'a pas commis, il perd enfin sa liberté. Pour peu de temps : par manque de joueurs qualifiés, il est sorti de prison pour aider son équipe à gagner son prochain match, ce qu'il fait avec brio. Il devient le héros de la ville et met les notables dans l'embarras : que faire de lui ? Perrin a plusieurs idées à ce sujet.

## Synopsis
François Perrin est ailier dans l'équipe réserve de la ville de Trincamp, où tout est football. Lors d'un entraînement il bouscule, de façon réglementaire, Berthier, le joueur vedette du club, qui tombe. Bien que Berthier n'ait rien, cet incident vaut à Perrin l'exclusion d'abord de l'équipe, puis de l'usine, dont le patron Sivardière est aussi le président du club. Puis, essayant tant bien que mal de gagner sa vie par des petits boulots, il est viré du bistro « Le Pénalty », où il a ses habitudes, par le patron Berri, après avoir été provoqué par Berthier.
Alors qu'il s'apprête à quitter la ville, il devient le coupable idéal pour endosser une tentative de viol, commise en réalité par Berthier. Victime d'un faux témoignage de deux membres du staff, Brochard et Lozerand, qui ont reconnu Berthier, François est alors mis en prison.
Au cours d'un déplacement pour un match important de la Coupe de France, le car des joueurs de l'équipe finit dans le fossé après un accident. Le président du club fait le compte des blessés : il manque un bon joueur si l'équipe veut gagner le match. D'évidence, un homme ferait parfaitement l'affaire : François Perrin. François est alors sorti de prison pour l'occasion, à la condition qu'il y retourne le soir même. Son premier mouvement est de fausser compagnie à ses accompagnateurs et d'aller violer sa prétendue victime, Stéphanie, mais face à elle il ne s'en sent plus capable. Ils font plus ample connaissance dans un café avant que Perrin ne soit rattrapé par les gendarmes et escorté au stade.
Perrin fait gagner son équipe en marquant les deux buts de la victoire. Il devient ainsi le héros local, et tous ceux qui le méprisaient avant se transforment en flagorneurs serviles, lui offrant primes et cadeaux. Il insiste cependant pour retourner à la prison comme c'était convenu, ce qui suscite un premier malaise puisqu'une foule en liesse et sur le point de se révolter réclame sa libération ; le directeur de la prison le mettra littéralement à la porte. De son côté, souhaitant revenir sur sa déposition, Stéphanie se rend d'abord au commissariat, où un policier lui apprend l'existence d'un troisième témoin, une vieille dame. Cette dernière révèle à Stéphanie avoir été menacée par Brochard et Lozerand afin qu'elle accuse Perrin. Stéphanie décide de porter plainte contre Brochard, Lozerand et Sivardière, mais Perrin lui demande d'attendre six jours, le temps que sa vengeance prenne forme.
Perrin joue le jeu de la vedette locale accessible et sympathique, posant pour des photos publicitaires chez le concessionnaire automobile et signant des autographes, saluant tout le monde. Il invite le soir même Sivardière, Brochard, Lozerand, Berthier, Berri, les deux inspecteurs de police qui l'avaient arrêté, ainsi que l'entraîneur de l'équipe, et leurs femmes. Et, en fin de repas, il les menace de tout révéler à la presse pour réclamer le silence absolu et, après leur avoir raconté leurs faits illégaux :
- il promet à Brochard, avec la voiture que celui-ci lui a prêtée gracieusement, de faire du stock-car dans sa concession ;
- il prévient Lozerand, le marchand de meubles, qu'il va détruire ses produits ;
- il dit à Berri que, puisque celui-ci lui avait interdit de passer le seuil de sa porte, il entrera en détruisant la vitrine de son café ;
- il annonce aux deux inspecteurs qu'il viendra leur rendre visite, et qu'il leur mettra des gifles, à son tour ;
- il décrit les conditions de son futur emprisonnement à Berthier, ce qui permet aux inspecteurs, qui n'étaient pas au courant des faux témoignages, de comprendre qui était le véritable responsable de la tentative de viol, vu la relative ressemblance entre Berthier et Perrin.

Enfin, il rappelle à tout le monde qu'à la moindre résistance, il fera semblant d'avoir été blessé et qu'il en accusera devant les supporters celui qui ne se sera pas laissé faire.
Sivardière rentre chez lui avec sa femme, remarquant que Perrin ne les a pas menacés directement. Mais François suit Sivardière, et enlève sa femme alors qu'ils sont presque arrivés chez eux. Sivardière croit que Perrin va la violer, mais celui-ci se contente de la laisser en pleine forêt, la laissant rentrer à pied. Les inspecteurs de police, alertés, envoient Sivardière sur les roses.
Le lendemain, Brochard a érigé une barrière de voitures afin de protéger sa concession. Mais en montrant à son apprenti que celle-ci est protégée de tous les côtés, il brise lui-même cette protection et s'enfonce dans sa vitrine avec sa dépanneuse. Lozerand et sa femme ont passé toute la nuit à vider leur magasin, mais celui-ci contient encore des meubles quand Perrin arrive. Lozerand, voulant baisser son rideau de fer, casse le mécanisme. Berri, prévoyant, a commandé une nouvelle vitrine.
Mais Perrin ne fait rien : il se contente de rendre la voiture à Brochard, de passer près du magasin de Lozerand, puis devant « Le Pénalty » (Berri ne peut plus alors décommander la vitrine, la commande étant déjà partie). Puis il retourne surprendre Stéphanie, comme lors de sa sortie de prison. Cette fois-ci, elle l'attend. À la fin du film, on apprend que Perrin n'a pas voulu participer au match suivant, et Trincamp a été éliminé de la Coupe de France 6 à 0.

## Fiche technique
- Titre original : Coup de tête
- Titre international : Hothead[1]
- Réalisation : Jean-Jacques Annaud, assisté de Dominique Cheminal
- Scénario et dialogues : Francis Veber, d'après une idée originale d'Alain Godard
- Directeur de la photographie : Claude Agostini
- Musique originale de Pierre Bachelet
- Direction musicale : Jean Schultheis
- Éditions musicales : Hortensia
- Ingénieur du son : François Soler
- Montage : Noëlle Boisson
- Production : Alain Poiré
- Bagarres réglées par Claude Carliez et son équipe
- Directeurs de production : Robert Sussfeld, Georges Valon et Gil Brogly
- Sociétés de production : Gaumont et Société française de production
- Distribution :  Gaumont International,  Quartet Films
- Format : couleur par Eastmancolor — 35 mm — 1,66:1 — son monophonique
- Pays de production :  France
- Langue originale : français
- Durée : 90 minutes[2]
- Genre : comédie dramatique, sport
- Dates de sortie[1] :
  - France : 14 février 1979, ressortie en version restaurée le 15 juin 2016[3]
  - États-Unis : 21 janvier 1980 (New York)
- (fr) Mention CNC : tous publics, art et essai (visa d'exploitation no 49692 délivré le 13 février 1979)[2]
- Affiche : René Ferracci (France)

## Distribution
- Patrick Dewaere : François Perrin
- France Dougnac : Stéphanie Lefèvre
- Dorothée Jemma : Marie
- Jean Bouise : Sivardière, le président du club de Trincamp, patron de la plus grosse entreprise de la région
- Michel Aumont : Brochard, le concessionnaire auto
- Paul Le Person : Lozerand, le marchand de meubles
- Jacqueline Doyen : Mme Lozerand
- Corinne Marchand : Mme Sivardière
- Robert Dalban : Jeanjean
- Bernard-Pierre Donnadieu : Lucien, « la bête », l'époux de Marie
- Janine Darcey : la secrétaire
- Catherine Samie : Mme Brochard (non créditée)
- Dora Doll : la religieuse
- Maurice Barrier : Berri, le patron du café « le Penalty »
- Hubert Deschamps : le directeur de la prison
- Gérard Hernandez : l'inspecteur de police Bercot
- Michel Fortin : Langlumey, l'entraîneur du club
- Patrick Floersheim : Berthier
- François Dyrek : le chauffeur du premier camion
- Jacques Frantz : le chauffeur du second camion
- Éric Lipmann : le maire
- Jacques Monnet : le patron de l'hôtel
- Jean-Pierre Darroussin : le journaliste-photographe Ouest-France (non crédité)
- Mario David : le soigneur
- Muriel Montossey : Mme Bercot (non créditée)
- Corinne Corson : Mme Langlumey (non créditée)
- Claude Legros : Poilane, le serveur de l'hôtel / un supporter au début du film
- Jean-Paul Muel : l'inspecteur de police Mangin

## Production

### Genèse et développement
En 1978, Jean-Jacques Annaud n'a réalisé qu'un seul long-métrage, La Victoire en chantant (1976), échec commercial à sa sortie mais qui a remporté l'Oscar du meilleur film étranger. Après avoir obtenu l'Oscar, le réalisateur obtient de nombreuses propositions pour réaliser des films aux États-Unis, mais ne s'estimant pas assez mûr pour « affronter la mécanique de la production hollywoodienne », il se décide à tourner un second film en langue française. Dans une interview accordée au magazine So Foot, Jean-Jacques Annaud avec l'aide de son ami Alain Godard, confiait avoir eu l'idée du film en suivant l'épopée de l'En Avant de Guingamp (alors modeste club régional) en Coupe de France en 1973. Le nom Trincamp a été trouvé par le réalisateur pour faire le rapprochement avec Guingamp.
Gaumont, qui va produire et distribuer le film, propose à Francis Veber de reprendre le scénario afin d'améliorer les dialogues et les situations. Annaud, « par instinct » était « porté vers la satire sociale » mais trouva intéressant « l'apport d'un scénariste chevronné, grand expert de la mécanique du rire et des rouages du vaudeville », en la personne de Veber qui, selon Annaud, « préfère les personnages de comédie un peu abstraits, mais il a fait beaucoup d'efforts pour enraciner dans la réalité ceux de Coup de tête ». Annaud et Veber travailleront une année sur le script. Pour s'imprégner de l'ambiance, Annaud et Veber passent beaucoup de temps dans les vestiaires de clubs de province, rédigeant un dossier composé de cinquante-sept questions qu'ils soumettent à de nombreuses équipes telles que celles de Melun, Montargis ou Concarneau. Le duo est vu fréquemment parmi les supporters, dans les cars qui les conduisent au stade les soirs de match, ou dans les cafés aux abords des stades, sympathiser avec les dirigeants de clubs, sont croisés dans les fêtes qui suivent les victoires, les fameuses troisièmes mi-temps bien arrosées. Comme club d'appui pour le tournage, le choix se porte sur l'AJ Auxerre entraîné par Guy Roux, qui évoluait à cette époque en Division 2.

### Attribution des rôles
Pour incarner François Perrin, le personnage principal, le choix d'Annaud se porte sur Patrick Dewaere,. Au départ, Alain Poiré, patron de la Gaumont, était réticent concernant la présence de Dewaere au générique de Coup de tête, car ce dernier avait décidé de refuser de tourner La Carapate de Gérard Oury et produit par la Gaumont alors qu'il avait signé un contrat pour le faire, mais aussi pour ses problèmes de drogue, car les assurances hésitaient à le couvrir. Malgré les menaces de la Gaumont, qui voulait Gérard Depardieu, Annaud tient bon et parvient à maintenir son choix pour le rôle de Perrin, car le réalisateur voulait « un acteur qui sache jouer "en mineur" » car « Perrin est un piano désaccordé », alors que « Depardieu est un acteur de la gamme majeure ».
Les vrais joueurs
L'équipe de Trincamp et son adversaire l'USTT étaient en réalité, sauf pour les joueurs Perrin et Berthier, les vrais joueurs de l’AJ Auxerre (Trincamp) et du Troyes AC (l’USTT), les scènes du match ayant été tournées à la mi-temps du derby Auxerre-Troyes (0-0). L'AJ Auxerre, alors en Division 2, atteint cette année-là la finale de la Coupe de France, ses joueurs chantant dans les vestiaires l'hymne de Trincamp.
Guy Roux est par ailleurs crédité au générique comme conseiller technique et sportif ; la scène du premier but de Perrin est d'ailleurs conservée par Annaud (qui souhaite dans un premier temps la refaire) parce que Roux estime qu'il est impossible de la réussir une seconde fois.

### Tournage
Le film a été tourné dans plusieurs villes, dont :
- Seine et Marne :
  - Fontainebleau (rencontre entre le maire de Trincamp et François Perrin).
  - Meaux et sa gare (arrestation de François Perrin).
  - Melun (centre de détention).
- Hauts-de-Seine :
  - Châtenay-Malabry (stade d'entraînement dans le brouillard).
- Yonne :
  - Auxerre (stade de l'Abbé-Deschamps et place de l'Hôtel de ville)[8]. Lucien Denis, joueur d'Auxerre, est la doublure de Patrick Dewaere sur le terrain de football — doublure indispensable, l'acteur faisant un joueur catastrophique malgré son bon vouloir[7]. Le tournage à Auxerre a lieu les 27 et 28 septembre 1978, lors d'un match de football de l'AJA[10].
- Paris dans un café du XIVe arrondissement, rue du Château, cadre du café « Le Pénalty ».

Une partie de l'histoire est censée se dérouler dans le département de l'Eure. À la 42e minute du film, la Mini Cooper dans laquelle se trouve Patrick Dewaere est arrêtée à une intersection en « Y ». On peut lire à cette intersection deux panneaux d'indication pour Caen et L'Aigle.
- Versailles pour la scène où il va rencontrer sa conquête, avant d'être pris en flagrant délit par son compagnon.

## Sortie et accueil

### Réception critique
Lors de sa sortie en salles, Coup de tête obtient des critiques favorables. Dans sa chronique au Figaro Magazine, le critique François Chalais note que « ce petit film est un grand film », tout en ajoutant que « Patrick Dewaere en est l'idéal interprète ». La prestation de Dewaere enthousiasme également Jean-Louis Cros de La Saison Cinématographique, le trouvant « excellent dans cette prestation sur mesure, vient ajouter avec fort à propos une figure christique avec sa candeur, sa moustache et ses boucles blondes ». Pour Jean Rochereau du journal La Croix, « Patrick Dewaere joue cela comme ce fut écrit, avec calme, décontraction, assurance et ce regard lointain des misanthropes qui ne haïssent même plus les hommes tellement ils les méprisent, tout en s'apitoyant sur eux ».
Pour la ressortie du film en 2016, Thomas Sotinel du Monde qualifie le film de « satire, tour à tour lourdingue et acérée d'une France provinciale aujourd’hui disparue ». Pour lui, Dewaere allège le caractère désuet du film.

### Box-office et exploitation ultérieure
Selon Annaud, le film a « rencontré un honorable succès en salles [...], malgré la grève de la télévision qui a empêché toute promotion »,,. Le résultat mitigé en salles de Coup de tête (902 144 entrées en fin d'exploitation) peut également s'expliquer par le refus de Patrick Dewaere d'en faire la promotion dans des émissions de télévision, partant du « principe qu'il ne fallait pas se mettre à genoux devant le petit écran et qu'il fallait payer pour avoir une bonne publicité du cinéma à la télévision ». C'est à la télévision (où il fut diffusé pour la première fois sur Antenne 2 le 27 avril 1982) qu'il a obtenu une importante audience.
| Semaine | Semaine                      | Rang | Entrées | Cumul   | no 1 du box-office hebdo.           |
| ------- | ---------------------------- | ---- | ------- | ------- | ----------------------------------- |
| 1       | du 14 au 20 février 1979     | 10   | 78 369  | 78 776  | Le Gendarme et les Extraterrestres  |
| 2       | du 21 au 27 février 1979     | 6    | 130 768 | 209 544 | Le Gendarme et les Extra-terrestres |
| 3       | du 28 février au 6 mars 1979 | 3    | 126 781 | 336 325 | Le Gendarme et les Extra-terrestres |
| 4       | du 7 au 13 mars 1979         | 4    | 111 571 | 447 896 | Le Gendarme et les Extra-terrestres |
| 5       | du 14 au 20 mars 1979        | 6    | 82 733  | 530 629 | Le Gendarme et les Extra-terrestres |
| 6       | du 21 au 27 mars 1979        | 8    | 62 697  | 593 326 | Le Gendarme et les Extra-terrestres |
| 7       | du 28 mars au 3 avril 1979   | 10   | 44 800  | 638 126 | Flic ou Voyou                       |
| 8       | du 4 au 10 avril 1979        | 22   | 25 791  | 663 917 | Flic ou voyou                       |
| 9       | du 11 au 17 avril 1979       | 25   | 24 696  | 688 613 | Flic ou voyou                       |
| 10      | du 18 au 24 avril 1979       | 24   | 26 205  | 714 818 | Flic ou voyou                       |
| 11      | du 25 avril au 1er mai 1979  | 25   | 24 849  | 739 667 | Flic ou voyou                       |
| 12      | du 2 au 8 mai 1979           | 27   | 16 481  | 756 148 | Le Coup de sirocco                  |
| 13      | du 9 au 15 mai 1979          | 30   | 13 541  | 769 689 | Le Coup de sirocco                  |

Le film est régulièrement diffusé à la télévision notamment en 1984 et 1986. L'Inathèque, qui recense les diffusions télévisées depuis 1995, note que le long-métrage a été diffusé dix fois sur les chaînes nationales et vingt-sept fois sur les chaînes de la TNT et du câble et du satellite.

## Distinctions

### Récompense
- Jean Bouise a reçu le César du meilleur acteur dans un second rôle en 1980 pour son interprétation[18].

## Autour du film
- Coup de tête est le seul film de Jean-Jacques Annaud ayant un sujet contemporain[4].
- Dans Les Petits Mouchoirs, Marion Cotillard regarde Coup de tête après avoir couché avec son amant d'un soir (Matthieu Chedid).
- Parmi le casting, on trouve bon nombre de comédiens spécialistes du doublage, même si Patrick Dewaere ne double plus depuis le succès des Valseuses. Citons Patrick Floersheim (Michael Douglas, Robin Williams…), Jacques Frantz (Robert De Niro, Mel Gibson…), Dorothée Jemma (Jennifer Aniston, Melanie Griffith…), Michel Fortin (Danny DeVito, Jon Voight…), Robert Dalban (Clark Gable), Gérard Hernandez (le Grand Schtroumpf) ou encore Bernard-Pierre Donnadieu (Harvey Keitel, Brendan Gleeson…).
- c'est le premier film du comédien Jean-Pierre Darroussin qui joue le rôle d'un photographe (barbu aux cheveux frisés).
- Le film est une satire des petits clubs de foot régionaux de l'époque (années 1970) possédés par un industriel local qui fait jouer ses ouvriers. Ainsi le président du club de Trincamp, Sivardière (Jean Bouise), qui est également le propriétaire de l'usine locale, affirme haut et fort : « J'entretiens onze imbéciles pour en calmer huit cents, qui n’attendent qu’une occasion pour s’agiter. »
- Le siffleur professionnel embauché pour siffler sur l'air de Pierre Bachelet n'a pas pu tenir son rôle le jour de l'enregistrement, étant arrivé saoul au moment des prises. Pierre Bachelet l’a remplacé et a sifflé toute la musique.
- Le film a été projeté à New-York au cinéma Paris Theater (en) dans les années 2000[19].